# Pegusa impar
Pegusa impar är en fiskart som först beskrevs av Bennett, 1831.  Pegusa impar ingår i släktet Pegusa och familjen tungefiskar. Inga underarter finns listade i Catalogue of Life.